# Colégio Salesiano Sagrado Coração
Colégio Salesiano Sagrado Coração, conhecido popularmente como Salesiano Recife, é um colégio privado de profissão católica sediado na cidade do Recife, Pernambuco, fundado pela Inspetoria Salesiana do Nordeste do Brasil em 1895.
Possui cerca de mil alunos e atende aos ensinos infantil (a partir de dois anos), fundamental e médio. A Faculdade Salesiana, com cerca de 700 alunos, oferece cinco cursos nas áreas de ciências sociais, aplicadas, saúde e jurídica.

## História
Dom Bosco fundou a Sociedade de São Francisco de Sales (Salesianos de Dom Bosco) em 18 de dezembro de 1859.
O sistema educacional criado por Dom Bosco (...) "valoriza devidamente o crescimento e a liberdade, enquanto coloca o jovem no próprio centro de toda a empresa educativa".
Os Salesianos desembarcaram no Recife no fim de 1894, no antigo Lamarão, área retangular de aproximadamente 2 quilômetros de comprimento em frente ao porto do Recife, que estava em construção. 
Passados três meses, em fevereiro de 1895, instalaram-se num antigo casarão, o Solar do Mondego, que não mais existe.
O colégio recebeu o nome de Colégio Salesiano de Artes e Ofícios do Sagrado Coração. A instalação dos Salesianos no Recife veio como resposta aos apelos por um ensino de qualidade de parte influente da sociedade de Pernambuco.[carece de fontes?]